# Лиз Нюджънт
Лиз Нюджънт (на английски: Liz Nugent) е ирландска писателка на произведения в жанра трилър и криминален роман.

## Биография и творчество
Лиз Нюджънт е родена през 1967 г. в Дъблин, Ирландия. На шестгодишна възраст претърпява мозъчна травма и кръвоизлив при падане, от която получава дистония, рядко неврологично заболяване. Учи в католическото училище Holy Child в Килини, окръг Дъблин.
След завършване на гимназията се мести за известно време в Лондон, където работи като помощник купувач в строителна компания по време на строителния бум в средата на 80-те години. После се връща в Ирландия и се записва на курс по актьорско майсторство, но скоро преминава към сценичен мениджмънт. Прави множество пътувания по света с театралното шоу за традиционна ирландска музика и танци Riverdance като сценичен мениджър.
В периода 2005 – 2009 г. работи като администратор в RTÉ (Радио и телевизия Ирландия) за телевизионния сериал Fair City. По време на работа си в RTÉ пише за анимационния сериал The Resistors за ирландска телевизионна станция TG4 и пише пълнометражна радиопиеса за RTE Radio. През 2006 г. разказът ѝ „Алис“ получава награда.
Първият ѝ роман Unraveling Oliver (Разкриването на Оливър) е издаден през 2014 г. Оливър Райън има перфектния живот, но една вечер яростно напада съпругата си Алис и я оставя да умре. Какви са причините за това и какви натрупвания има в психиката му, за да извърши тази жестокост. Книгата става бестселър №1 и получава наградата Irish Book за криминален роман за 2014 г.
Вторият ѝ роман, „Стаено зло“ е издаден през 2016 г. Лидия Фицсаймънс е съпруга на уважаван съдия, майка на любим син, стопанка на прекрасно имение в Дъблин. Но семейството крие своята тайна – убийството на млада жена, протитутката Ани. Но сестрата на жертвата, Карън, е решена на всичко да я открие, а ситуацията излиза от контрол. Романът също става бестселър и получава втора награда Irish Book като избор на читателя, като и писателска стипендия за писател-резидент в Ирландската библиотека на принцеса Грейс в Монако.
През октомври 2017 г. писателката печели наградата „Жена на годината в Ирландия по литература“.
През 2018 г. е издаден трилъра ѝ Skin Deep (Дълбока кожа). Корделия Ръсел живее на Френската Ривиера от 25 години, представяйки се за английска светска львица. Но един ден пристига посетител от далечното ѝ минало, а в стаята ѝ остава труп. Романът печели още една награда Irish Book за криминален роман на годината, както и наградата на читателите. През април 2019 г. получава стипендия за писател-резидент в Центъра за култура на Ирландия в Париж.
През февруари 2021 г. е удостоена с наградата „Джеймс Джойс“ от Литературно-историческото дружество на Университетския колеж в Дъблин.
Лиз Нюджънт живее със семейството си в Дъблин.

## Произведения

### Самостоятелни романи
- Unravelling Oliver (2014)
- Lying in Wait (2016)
Стаено зло, изд.: ИК „Еднорог“, София (2020), прев. Мариана Димитрова
- Skin Deep (2018)
- Our Little Cruelties (2020) – издаден и като Little Cruelties
Малки жестокости, изд.: ИК „Еднорог“, София (2021), прев. Мариана Димитрова
- Strange Sally Diamond (2023)
Странната Сали Даймънд, изд.: ИК „Еднорог“, София (2023), прев. Боряна Джанабетска

### Разкази
- Alice (2006)
- Swimming For Life (2015)

### Филмография
- 2005 – 2009 Fair City – сътрудник